# Bruno Liebich
Bruno Liebich (* 7. Januar 1862 in Altwasser, Landkreis Waldenburg, Provinz Schlesien; † 4. Juli 1939 in Breslau, Provinz Schlesien) war ein deutscher Indologe.

## Leben
Liebich wurde 1862 als Sohn eines Mühlenbesitzers geboren. Er studierte nach dem Abitur 1880 an der Friedrich-Wilhelms-Universität Breslau, der Ludwig-Maximilians-Universität München und der Georg-August-Universität Göttingen. Während des Studiums trat er 1880 der Breslauer Burschenschaft Arminia und 1882 der Burschenschaft Danubia München. 1885 wurde er in Göttingen mit der Dissertation Die Casuslehre der indischen Grammatiker zum Dr. phil. promoviert. 1892 habilitierte er sich in Breslau mit der Arbeit Zwei Kapitel der Kāçikā. Von 1921 bis 1928 war er Ordentlicher Professor für Indologie ebendort. Wissenschaftlich legte er seinen Schwerpunkt auf die Grammatik zum Sanskrit und veröffentlichte u. a. ein Lehrbuch.

## Schriften (Auswahl)
- Hrsg.: Candra-Vrtti. Der Original-Kommentar Candragomin's zu seinem grammatischen Sutra. F. A. Brockhaus, Leipzig 1918. (Reprint 1966)
- Materialien zum Dhätupätha. Carl Winter, Heidelberg 1922.
- Konkordanz Panini-Candra. M. & H. Marcus, Breslau 1928.
- Hrsg.: Kşīrataraṅgiṇī, Kşīrasvāmin's Kommentar zu Panini's Dnātupāa̧tha. M. & H. Marcus, Breslau 1930.
- Die vier indischen Āçrama's. Preuß & Jünger, Breslau 1936.